# Dysaphis cephalariae
Dysaphis cephalariae är en insektsart. Dysaphis cephalariae ingår i släktet Dysaphis och familjen långrörsbladlöss. Inga underarter finns listade i Catalogue of Life.